# Lijst van cognomina
Dit is een lijst van Romeinse cognomina.

## A
Abercius, Abito, Acacius, Acaunus, Achaicus, Acilianus, Adauctus, Adepphius, Adjutor, Adranos, Adventus, Aeacus, Aebutus, Aemilianus, Afer, Africanus, Agaptus, Agatopus, Agelastus, Agorix, Agricola, Agrippa, Agustalis, Ahala, Ahenobarbus, Albanus, Albinius, Albinus, Albucius, Alethius, Allectus, Aloysius, Aluredes, Alypius, Amandus, Amantius, Ambrosius, Amor, Amphion, Anatolius, Ancus, Andronicus, Angelus, Antius, Anullinus, Apelles, Apellinus, Aper, Apollonarius, Aponius, Aquila, Aquilius, Aquillius, Aratus, Arcadius, Arcavius, Archarius, Arius, Armiger, Arminus, Arpagius, Arrianus, Arruntius, Aruns, Arvina, Asellio, Asina, Asprenas, Asprenus, Assanius, Atticus, Audaios, Audens, Augendus, Augur, Augurnus, Augurius, Augustalis, Augustanus, Augustus, Aurelianus, Aurelius, Ausonius, Auspex, Auxentius, Auxientius, Auxilius, Avienus, Avila, Avitus

## B
Balbillus, Balbus, Balduinus, Balearicus, Bambalio, Bamballio, Banquerius, Barbatus, Baro, Bassus, Bato, Belenus, Belisarius, Bellator, Belletor, Bellicus, Bellus, Bestia, Betto, Bibaculus, Bibulus, Bitucus, Blandus, Bodenius, Bolanus, Bonifatius, Bonosus, Bonus, Bradua, Brocchus, Bromidus, Bruccius, Brucetus, Bruscius, Brutus, Bubo, Buccio, Bulla, Burcanius, Burrus, Buteo

## C
Caecilianus, Caecina, Caecus, Caelistis, Caelestius, Caelianus, Caelinus, Caepio, Caerellius, Caesar, Calacicus, Calatinus, Caldus, Calenus, Calerus, Caletus, Caligula, Callisunus, Calogerus, Calpornius, Calpurnianus, Calpurnis, Calvinus, Calvus, Camerius, Camillus, Campanus, Candidianus, Candidus, Candidius, Canio, Canisius, Cantaber, Capito, Capiton, Caprarius, Caracturus, Carantus, Carbo, Carinus, Carisius, Carius, Carnifex, Carus, Casca, Cassianus, Castinus, Castorius, Castus, Catianus, Catilina, Cato, Catonius, Catullus, Catulus, Catus, Cecilianus, Celatus, Celer, Celsus, Cenaeus, Cencius, Censorinus, Censorius, Centumalus, Cerialis, Cerinthus, Cerularius, Cervianus, Cervidus, Cethegus, Chlorus, Christianus, Cicero, Cico, Cimber, Cinna, Cinnianus, Cita, Cittinus, Civilis, Clarus, Classicianus, Claudianus, Clemens, Clement, Clodian, Clodianus, Cogitatus, Colias, Collatinus, Columbanus, Columella, Comes, Comitianus, Comitinus, Commidius, Commidus, Commius, Commodus, Concessus, Congrio, Constans, Constantius, Corbulo, Cordus, Cornix, Cornutus, Corvinus, Corvus, Cosmas, Cotentinus, Cotta, Crassus, Cremutius, Crescentius, Cresces, Crispian, Crispin, Crispus, Crito, Crotilo, Cucuphas, Culleolus, Cumanus, Cunctator, Cunobarrus, Cupitas, Curio, Cyprianus, Cyprias, Cyricus

## D
Dacien, Dagwalus, Dalmatius, Dama, Damasippus, Damasus, Damian, Dannicus, Dardanius, Dardanus, Decentius, Decianus, Decmitius, Decmus, Dentatus, Dexion, Dexippus, Diadematus, Didicus, Dignus, Dio, Diocletianus, Diocourides, Disertus, Docilinus, Docilus, Dolabella, Dominicus, Domitianus, Donatianus, Donatus, Donicus, Dorotheus, Draco, Drusillus, Drusus, Dubitatius, Dulcitius, Durio, Durus, Duvianus

## E
Eborius, Eburnus, Ecdicius, Eclectus, Egbuttius, Egnatius, Elerius, Eliphas, Elpidius, Elvorix, Emeritus, Encratis, Ennecus, Ennius, Ennodius, Eonus, Epidianus, Epimachus, Epolonius, Erasinus, Esdras, Eudomius, Eudoxius, Eugenius, Eugenus, Eulogius, Eumenius, Eunapius, Euphemius, Eustacius, Eutherius, Evodius, Excingus, Exsupereus, Exuperantius, Exupertus

## F
Fabianus, Fabillus, Facilis, Fadus, Fagus, Falco, Falconius, Falx, Famia, Familiaris, Fastidius, Faustillus, Faustinianus, Faustinius, Faustus, Faventinus, Felicissimus, Felissimus, Felix, Ferentinus, Ferreolius, Festus, Fidelis, Figulus, Fimbria, Fimus, Firminus, Firmus, Flaccus, Flavian, Flavianus, Flavillus, Flavinus, Florens, Florentius, Florianus, Florus, Forianus, Fortunatus, Fraucus, Fredisius, Frigidian, Frontalis, Frontinus, Fronto, Fructosis, Frugi, Frugius, Frumentius, Fullofaudes, Fulvianus, Furius, Fuscinus, Fuscus

## G
Gaianus, Gaius, Gala, Galarius, Galenus, Galerus, Gallio, Gallus, Galvisius, Garilianus, Gaurus, Gavros, Gavrus, Gelasius, Gellius, Gemellus, Geminianus, Generidus, Genesius, Genialis, Gennadius, Gerardus, Germanus, Germanicus, Gessius, Geta, Getha, Glabrio, Glaucia, Globulus, Gluvias, Glycia, Gordian Gordianus, Gordio, Gorgonius, Gracchus, Gracilis, Gratian, Gratidianus, Grattus, Gregorius, Grumio, Gualterus, Gryllus

## H
Habitus, Hadrianus, Hardalio, Haterius, Helvius, Herculius, Herenus, Herma, Hermina, Hesychius, Hiberus, Hilario, Hilaris, Hilarius, Hirpinius, Hirrus, Homullus, Honoratus, Horatius, Hortensis, Hortensius, Hortensus, Hosidius, Humilus, Hybrida

## I
Iacomus, Igennus, Ignatius, Indaletius, Indus, Ingenuus, Ingenvinus, Iocundus, Iovinus, Irenaeus, Isatis, Isauricus, Italicus, Ivmarus, Ianuarius, Iavolenus, Iovinianus, Iovinus, Iovius, Iuba, Iulian, Iulianus, Iuncinus, Iuncus, Iunianus, Iustianus, Iustianus, Iustinus, Iustus, Iuvenlis

## K
Kaeso

## L
Lactantius, Laeca, Laenas, Laetinianus, Laevinus, Larcius, Lartius, Lateranus, Latinius, Laurentius, Leddicus, Lentullus, Lentulus, Leon, Leontius, Lepidus, Lepontus, Leptis, Libanius, Liberalis, Libo, Licinianus, Licinius, Ligur, Ligustinus, Limetanus, Linus, Litorius, Littera, Litumaris, Livianus, Livigenus, Longinus, Lovernianus, Lovernius, Lucan, Lucanus, Lucianus, Lucilianus Lucretius, Luctacus, Lucullus, Lunaris, Luonercus, Lupercus, Lupicinus, Lupinus, Lupis, Lurco, Lurio, Lutherius, Lutorius

## M
Maccalus, Macedonicus, Macrinus, Macro, Macrobius, Mactator, Maecenus, Maecius, Magnentius, Magnus, Magunnus, Maius, Maior, Malchus, Mallus, Maltinus, Mancinus, Manlius, Mansuetus, Marcallas, Marcellinus, Marcellus, Marcialis, Marcipor, Margarita, Marinianus, Marinus, Maritialis, Maritimus, Marius, Maro, Marsallas, Marsicus, Marsus, Marsyas, Martial, Martialis, Martianus, Martinus, Martius, Martyrius, Marullinus, Marullus, Maternus, Matho, Mauricius, Maursus, Maximian, Maximianus, Maximinius, Maximinus, Maximus, Medullinus, Megellus, Melissus, Melitus, Mellitus, Melus, Meminius, Memmius, Memor, Mercator, Mercurialis, Mercurinus, Merula, Messala, Messor, Metellus, Metilius, Metunus, Micianus, Mico, Micon, Milonius, Minervalis, Minianus, Minicianus, Moderatus, Molacus, Momus, Montanus, Montaus, Mordanticus, Mucianus, Muco, Muncius, Murena, Mus, Musa, Musicus, Mutilus, Mutius

## N
Nabor, Naevius, Narcissus, Narses, Nasica, Naso, Natalinus, Natalis, Naucratius, Nazarius, Nectaridus, Nelius, Nemesianus, Nemnogenus, Neneus, Nennius, Nepos, Nero, Nertomarus, Nerva, Nicasius, Nicetius, Nigellus, Niger, Nigidius, Nigrinus, Niraemius, Nolus, Nonius, Noster, Novation, Novellius, Numerianus, Numonis

## O
Oceanus, Octavianus, Octobrianus, Olennius, Olympicus, Opilio, Opimius, Opis, Optatus, Orestes, Orientalis, Orientius, Orissus, Orosius, Osterianus, Otho, Ovinus

## P
Pacatianus, Pachomius, Pacuvianus, Paenula, Paetinus, Paetus, Palicamus, Pamphilius, Panaetius, Pansa, Pantensus, Pantera, Panthera, Papinian, Papus, Paratus, Parnesius, Pascentius, Pastor, Paterculus, Paternus, Patiens, Patricius, Paulinus, Paullus, Pavo, Pelagius, Pennus, Peregrinus, Perennis, Perpenna, Perperna, Pertacus, Pertinax, Petasius, Petreius, Petronax, Petrus, Philippus, Photius, Pictor, Pilatus, Pilus, Pinarius, Piso, Pius, Placidus, Planta, Plautis, Plautius, Plautus, Pleminius, Pollienus, Pollio, Polus, Polybius, Pompolussa, Pomponius, Poplicola, Porcus, Porphyrius, Postumianus, Postumus, Potitus, Praetextus, Prilidianus, Primanus, Primulus, Primus, Prisca, Priscian, Priscillian, Priscillianus, Priscus, Probus, Processus, Proceus, Proculus, Procyon, Profuterius, Propertius, Protacius, Protus, Proxsimus, Publianus, Publicola, Publicus, Pudens, Pudentius, Pulcher, Pulcherius, Pullus, Pusinnus, Pustula

## Q
Quartinus, Quarto, Quatruus, Quentin, Quietus, Quintilianus, Quintilius, Quintillius, Quintillus, Quiriac, Quiricus, Quirinalis

## R
Ramio, Ramirus, Ravilla, Reburrus, Receptus, Rectus, Regillus, Reginus, Regulus, Remigius, Remus, Renatus, Respectus, Restitutus, Rex, Ripanus, Rogatus, Rogelius, Romanus, Romulianus, Romulus, Roscius, Rufinianus, Rufinus, Rufrius, Rufus, Rullus, Ruricius, Ruso, Rusticus, Rutilianus

## S
Sabellius, Sabinianus, Sabinus, Sacerdos, Saenus, Salinator, Salonianus, Saloninus, Salonius, Salvian, Salvianus, Salvius, Sanctus, Sandilianus, Sanga, Sarimarcus, Sarrius, Saturninus, Saunio, Scaevola, Scapula, Scaro, Scato, Scaurus, Schlerus, Scipio, Scribonianus, Scrofa, Sebastianus, Secundas, Segestes, Seianus, Sellic, Seneca, Senecianus, Senecio, Senilis, Senna, Senopianus, Sentius, Septimianus, Sergius, Seronatus, Serranus, Sertorius, Servanus, Servatius, Servilius, Seuso, Severlinus, Severus, Sevso, Siculus, Sidonius, Sigilis, Silanus, Silius, Silo, Silus, Silvanus, Similis, Simo, Simplex, Simplicianus, Siricus, Sisenna, Sisinnius, Sita, Sollemnis, Sorex, Sorio, Sosius, Sotericus, Soulinus, Sparticus, Spendius, Speratus, Statius, Stichus, Strabo, Sudrenus, Suilius, Sulinus, Sulla, Sulpicius, Super, Superbus, Superstes, Sura, Surinus, Surius, Surus, Sylla, Sylvian, Sylvius, Symmachus, Symphorian, Sympronian, Synistor, Synnodus

## T
Tacitus, Taenaris, Tancinus, Tanicus, Tarquinius, Tarsicius, Tasius, Tatian, Taurinus, Telesinus, Terenteianus, Tertius, Tertullian, Tertullianus, Tertulus, Tetricus, Tetullianus, Thrasea, Tiberillus, Tiberinus, Tibullus, Tiburs, Tiburtius, Ticinius, Titianus, Titillus, Titus, Torquatus, Toutius, Traianus, Trailus, Tranio, Tranquillus, Trebellius, Trebius, Trebonianus, Trebonius, Tremerus, Tremorinus, Trenico, Trenus, Triarius, Trifer, Triferus, Trimalchio, Trogus, Trupo, Tuccianus, Tuditanus, Tullas, Tullius, Turibius, Turpilianus, Turpilinus, Turpilias, Tuticanus, Tutor, Typhoeus, Tyranus

## U
Ulfila, Ulixes, Ulpianus, Umbonius, Urbicus, Ursacius, Ursinus, Ursus, Uticensis

## V
Vala, Valens, Valentinianus, Valentinus, Valerian, Valerianus, Valgus, Varialus, Varro, Varus, Vatia, Vedrix, Vegetius, Velius, Velus, Venantius, Venator, Ventor, Venustinius, Vepgenus, Veranius, Verecundus, Vergilius, Verinus, Verres, Verrucosis, Verullus, Verulus, Verus, Vespasianus, Vespillo, Vestinus, Vestorius, Vetranio, Vettonianus, Veturius, Viator, Vibennis, Vibius, Vibullius, Victor, Victorinus, Victricius, Vincentius, Vindex, Vinicianus, Vipsanius, Virginius, Viridio, Virilis, Virnius, Vitalinus, Vitalion, Vitalis, Vitoricus, Vitulus, Vitus, Vocula, Volturcius, Volusenus, Volusianus, Vonones, Vopiscus, Voteporix, Vulso

## Z
Zeno, Zoilus, Zosimus